# لويس بليس
لويس بليس هو فلاح وسياسي كندي، ولد في 7 يناير 1755، وتوفي في 15 مايو 1838. انتخب Member of the  Legislative Assembly of Lower Canada ‏.